# Dalmatia
Dalmatia  (e. dalmácia) a Római Birodalom ősi tartománya volt, amely magába foglalta a mai Horvátország, Bosznia-Hercegovina, Montenegró, Nyugat-Szerbia, Dél-Szlovénia és Észak-Albánia egyes területeit. Eredetileg a római Illyricum Superior tartomány része volt, amelyet a dalmát-pannon lázadás, de valószínűbb, hogy Tiberius uralkodása kezdetén Dalmatiára és Pannoniára osztottak fel (14–20 között).

## Megalakulása
Tiberius 14–20 között létrehozta az új tartományt egy helytartóra bízva. Diocletianustól (293 k.) kezdődően a tartományt felosztották Dalmatia és Praevalitana között (néhány keleti résszel együtt, amelyek az egykori Moesia területéből származtak).
| FEJLŐDÉSE ILLYRICUMTÓL DALMATIÁIG         | FEJLŐDÉSE ILLYRICUMTÓL DALMATIÁIG    | FEJLŐDÉSE ILLYRICUMTÓL DALMATIÁIG    | FEJLŐDÉSE ILLYRICUMTÓL DALMATIÁIG    | FEJLŐDÉSE ILLYRICUMTÓL DALMATIÁIG    | FEJLŐDÉSE ILLYRICUMTÓL DALMATIÁIG    | FEJLŐDÉSE ILLYRICUMTÓL DALMATIÁIG    | FEJLŐDÉSE ILLYRICUMTÓL DALMATIÁIG    | FEJLŐDÉSE ILLYRICUMTÓL DALMATIÁIG    |
| ----------------------------------------- | ------------------------------------ | ------------------------------------ | ------------------------------------ | ------------------------------------ | ------------------------------------ | ------------------------------------ | ------------------------------------ | ------------------------------------ |
|                                           | Illíria (illírek és dalmaták)        | Illíria (illírek és dalmaták)        | Illíria (illírek és dalmaták)        | Illíria (illírek és dalmaták)        | Pannonia Superior                    | Pannonia Superior                    | Pannonia Superior                    | Pannonia Superior                    |
| I. e. 167–i. e. 155 között                | Illyricum                            | Illyricum                            | Illyricum                            | Illyricum                            | Pannonia                             | Pannonia                             | Pannonia                             | Pannonia                             |
| I. e. 9-től                               | Illyricum                            | Illyricum                            | Illyricum                            | Illyricum                            | Illyricum                            | Illyricum                            | Illyricum                            | Illyricum                            |
| 8–9-ben                                   | Illyricum Superior (katonai körzet?) | Illyricum Superior (katonai körzet?) | Illyricum Superior (katonai körzet?) | Illyricum Superior (katonai körzet?) | Illyricum Inferior (katonai körzet?) | Illyricum Inferior (katonai körzet?) | Illyricum Inferior (katonai körzet?) | Illyricum Inferior (katonai körzet?) |
| 14–20 (a két római provincia létrehozása) | Dalmatia                             | Dalmatia                             | Panonia                              | Panonia                              | Panonia                              | Panonia                              |                                      |                                      |
| 293-tól                                   | Dalmatia                             | Dalmatia                             | Praevalitana                         | Praevalitana                         | Pannonia Superior                    | Pannonia Savia                       | Pannonia Valeria                     | Pannonia Inferior                    |
| 324–337 között                            | Dalmatia                             | Dalmatia                             | Praevalitana                         | Praevalitana                         | Pannonia prima                       | Pannonia Savia                       | Pannonia Valeria                     | Pannonia secunda                     |

## Története

### Illyricumtól az új Pannon tartományokig, i. sz. 9. (nagyillír felkelés)–14/20 között

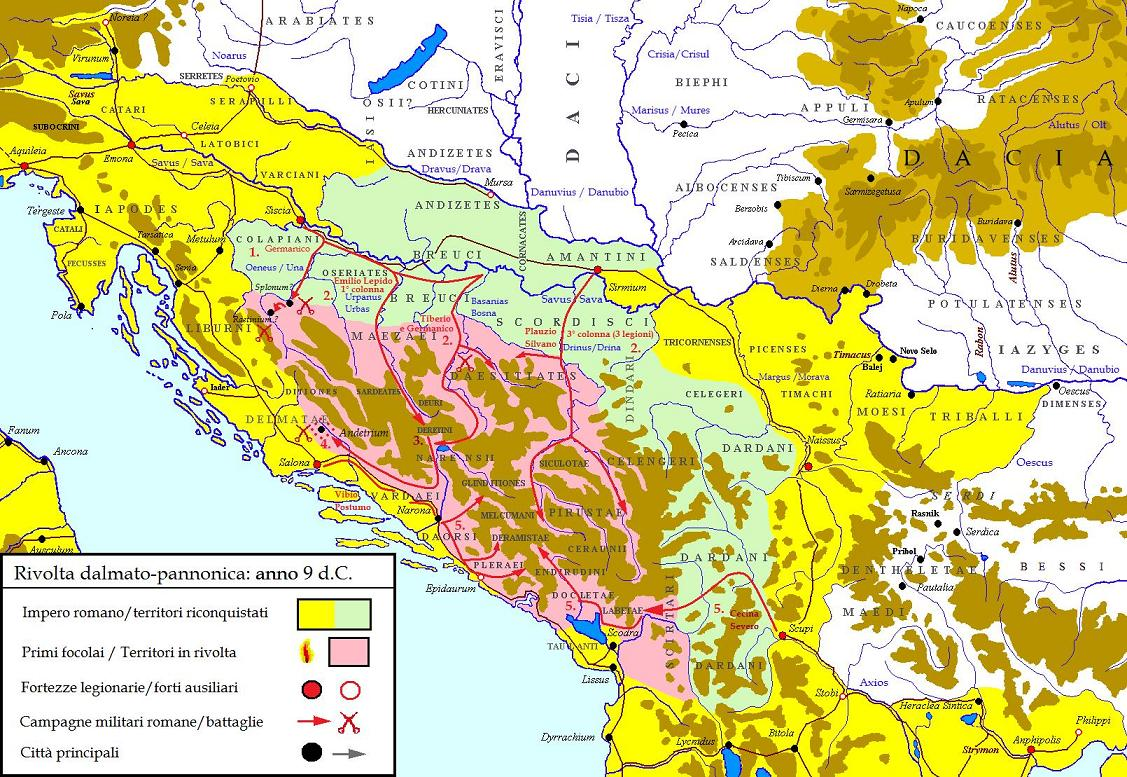
Az illír terület visszaszerzésének utolsó fázisai Tiberius főparancsnoksága alatt, a három új tartományra: Dalmatia, Moesia és Pannonia való elosztása előtt, amely valószínűleg 10-ben történt

Az i. sz. 6 és 9 között zajlott dalmát-pannon lázadás végén, de inkább egy évtizeddel később (i. sz. 14-20 körül), a Római Illyricum területét a következő új tartományokra osztották fel:
- Dalmatia vagy Illyricum Superior
- Pannonia vagy Illyricum Inferior (később Superiorra és Inferiorra oszlik)
- Moesiát (később Moesia Superior és Moesia Inferior tartományra osztották) leválasztották a szomszédos Macedonia tartományról.

A rómaiak, tekintettel arra a korábbi erőfeszítésükre, hogy az egész területet újra uralmuk alá vonják, úgy döntöttek, hogy két légiót hagynak az új tartomány őrzésére (Legio XI Claudia Burnumban és Legio VII Claudia Tiluriumban) egyben „stratégiai tartalékként” is, közel a dunai limeshez, valamint számos kolóniát alapított.
Gondoskodtak az új vízvezetékekről, utakról és általában az építőmunkákról (beleértve a Via Egnatia átstrukturálását, amely Durazzóból Bizáncba, a későbbi Konstantinápolyba vezetett).
A fontos réz-, agyag- és főleg ezüstlelőhelyeket a kisegítő katonai egységek védték a környéken a hegyi támadók rajtaütései ellen. A fő exportcikkek a Shkodrai-tó és az Ohridi-tó vidékéről származó bor, sajt, olívaolaj és halak voltak.

### Az első három évszázadban Diocletianusig (14/20–285)
Ambiciózus építési projektet indított Dalmatiában Publius Cornelius Dolabella legátus (a 10. konzul), amikor a légiósokat legalább négy út építésén alkalmazták, amelyek egy része behatolt a szárazföld belsejébe, Ditoni és Desiziati területére, hozzájárulva e régiók felgyorsításához és a szomszédos Moesiával való összekapcsolásához.
42-ben Lucius Arruntius Camillus Scribonianus, Dalmatia legátusa, akit néhány szenátor lázadásra ösztönzött, mindössze négy napig támogatta légióit (a VII. és XI-et), így a lázadás nem terjedt tovább. Claudius császár ezeknek a légióknak a hűségét Claudia Pia Fidelis címmel jutalmazta.
Ismeretes, hogy Claudius vagy valószínűbb, hogy Nero (körülbelül 56-57-ben) alatt a légiós erők egyetlen légióra (a XI. Claudiára) redukálódtak, míg Domitianusnál az 57-es dák válságot követően, ill. a 92-es szvéb–jazig támadásig, a teljes légiós helyőrséget kivonták. 72-től a IIII Flavia Felix váltotta fel a XI. Claudiát.
A következő évszázadokban már csak segédcsapatok védték a határait. 94-ben már csak kettő volt, a III. Alpinorum és a VIII Voluntariorum, amelyhez 100 körül hozzáadták az I. Belgarum cohorsokat. Nem véletlen, hogy a markomannok és a kvádok által 170-ben, a markomann háborúk során indult germán inváziót nem lehetett megállítani, mielőtt elérte volna az Aquileia melletti Itz területét. Ezekben a háborús években az egész helyőrséget megerősítették a két újonnan megalakult légió (II. és III. Italica) hadosztályaival, különítményekkel a fővárosban, Salonában és két új segédegységgel (az I. és II. milliaria Delmatarum).

### A 3–4. század válsága
Több római császár is Illíriából származtak. Közülük Diocletianus (284–305), aki intézményi reformok bevezetésével megmentette a birodalmat a széteséstől, I. Konstantin (324–337), aki eltűrte a kereszténységet, és a birodalom fővárosát Rómából Bizáncba helyezte át, amelyet Konstantinápolynak és császárát I. Justinianusnak nevezett (337–565). Diocletianus császár azzal tette híressé Dalmatiát, hogy gyönyörű palotát építtetett magának Salonától néhány mérföldre délre, Aspalathosban (ma Split).
A birodalmi közigazgatás diocletiánusi reformja során Dalmatia az illyrici egyházmegye tartománya lett, amelynek polgári közigazgatását egy praeses vezette. A híres praeses Dalmatiarum, aki Marcus Aurelius Carus (282–283) császár uralkodása alatt volt hivatalban, Constantius Chlorus volt.

### A Nyugatrómai Birodalom vége és Bizánc visszahódítása
437-ben a Nyugatrómai Birodalom régense, Galla Placidia, hogy megjutalmazza II. Theodosius keleti császárt fiának, III. Valentinianusnak a nyugati trónra ültetéséért, átengedte Pannonia keleti végét (Sirmium és Bassiana városokkal együtt) a Kelet-római Birodalomnak. Más tudósok szerint azonban a szóban forgó átengedés egész Nyugat-Illyricumra vonatkozott volna, így Dalmatia is a Keleti Birodalomhoz került volna. Bizonyítékként a következőket idézik:
- egy részlet a Cassiodorus Variae-jából, amely azt állítja, hogy Galla Placidia Illyricum elvesztésével menyet szerzett (III. Valentinanus feleségül vette II. Theodosius lányát, Licinia Eudoxiát).
- Jordanes egy részlete, amely kimondja, hogy „III. Valentinanus Rómából Konstantinápolyba utazott, hogy feleségül vegye Eudoxiát, Theodosius császár lányát, és apósa jutalmazására egész Illyricumot feladta. » (Giordane, Romana, 139)
- Polemius Silvius 448-ban Illyricum tartományai közé sorolja a nyugat-illyricumi tartományokat is.
- Az a tény, hogy a keleti császárok Pannoniában földeket adományoztak a gótoknak, hunoknak, gepidáknak és más barbároknak, bizonyítja, hogy Pannonia a Kelethez tartozott.
- Sidonius Apollinaris 467-es panegyrikájában Róma Konstantinápolyhoz fordul azzal, hogy a birtokában lévő tartományok közé sorolja Szicíliát, Galliát és Noricumot, Dalmatiát és Pannoniát azonban nem.

Prokopiosz azonban kijelenti, hogy Dalmatiát a Nyugat-Római Birodalomtól függő katonai parancsnokok (például comes Marcellinus) irányították, és ez ellentétben áll Dalmatia Keleti Birodalomhoz való átengedésével. Egy tudós (Wozniak) megpróbálta összeegyeztetni Prokopioszt a többi forrással azzal az érveléssel, hogy Dalmatia, bár névleg a keleti birodalomhoz, de facto a nyugatihoz tartozik:

„437, Illyricum keleti átmenetének éve és 454 között Salona és a part menti Dalmatia a jelek szerint visszakerült a nyugat-római közigazgatási ellenőrzés alá vagy az alatt maradt, bár formálisan kelet-római fennhatóság alatt állt… Bár Dalmatiát formálisan átengedték keletnek. az Illyricum feletti nyugat-római jogok átengedésének részeként (437) úgy tűnik, hogy a tengerparti Dalmatia közigazgatási ellenőrzése a ravennai kormány kezében maradt. Bár csak alkalmanként gyakorolták, Konstantinápoly Dalmatia feletti jogi szuverenitását fenntartották, szükség esetén érvényesítendő jogként.”

– Wozniak 1981:354–355.

Számos tudós manapság úgy véli, hogy Nyugat-Illyricumnak csak egy részét engedték át a Keleti Birodalomnak, bár nincs konszenzus abban, hogy melyik részt engedték át: Demougeot és Mòscy úgy véli, hogy csak „Sirmium területét” engedték át, Barker ehelyett azt állítja, hogy „Dalmácia egy részét” átengedték, J.B. Bury szerint ehelyett „az illyricumi, dalmáciai, valériai és kelet-pannóniai egyházmegye jelentős része bizonyosan átkerült”; Prága ezzel szemben úgy véli, hogy „nyugat-Illyricum átengedése… Dalmatiát nem érintette”. Legalábbis a II. Pannónia Sirmiummal minden bizonnyal átengedett: I. Justinianus novellája (11.1.) valójában azt bizonyítja, hogy Sirmium 441-ben a Keleti Birodalomhoz tartozott, és Illyricum praetorianus prefektusának, Apreemionak a székhelye volt, majd ugyanabban az évben arra kényszerült. Thessalonikába menekülni Attila inváziói miatt, aki ugyanabban az évben megtámadta és elfoglalta Sirmiumot. Az azonban biztosnak tűnik, hogy Noricum nyugat-római kézben maradt: Priszkosz szerint valójában Noricum helytartója, Promotus volt az egyik nyugat-római követ, akit 449-ben Attilához küldtek, míg a hagiográfiát Az Eugippio által írt San Severino elmeséli, hogy Noricum csapatai még 460 körül, bár egyre rendszertelenebbül, Ravennából kapták a fizetést, nem pedig Konstantinápolyból; ráadásul Sidonius Apollinare 467-es panegyricája a római-nyugati provinciák közé sorolja Noricumot.
Dalmatia azonban, bár a Nyugathoz kötődik, körülbelül 460-tól kezdve a ravennai kormánytól való elszakadási tendenciákat mutatott. Dalmácia származása, Marcellinus valójában nem ismerte el Libius Severust a Nyugat új császáraként, leválasztotta Dalmáciát a Birodalomról, és egyfajta valódi személyes területként kormányozta.
Ezt követően egy másik dalmáciai származásúnak, Julius Neposnak sikerült 474-ben a Nyugat császárává válnia a keletiek támogatásával, még akkor is, ha már egy év elteltével a hadsereg lázadása leváltotta, és Dalmáciába kényszerült menekülni. 480-ig uralkodott. Dalmácia Észak-Galliával együtt a Nyugati Birodalom azon két részének egyike volt, amely néhány évvel az utolsó nyugati császár leváltása után feladta magát. Malchus történész szerint Julius Nepos 476-ban nagyköveteket küldött Zénón keleti császárhoz, és arra kérte, hogy biztosítson számára csapatokat Ravenna visszaszerzéséhez, amely először a „bitorló” Romulus Augustus kezébe került (a kelet soha nem ismerte el). és végül a német Odoaker tábornoknak, aki éppen véget vetett a birodalomnak Nyugaton. Zénó, aki időközben újabb követséget kapott Odoakertől, és arra kérte, hogy a Keleti Birodalom nevében adjon neki patríciusi rangot és Olaszország kormányát, elutasította Nepos kérését, és levelet írt Odoakernek, kérve, hogy fogadja el Julius Nepost. nyugati császár. Valójában azonban Nepos soha nem tért vissza Olaszországba, és Odoacer önállóan kezelte. 480-ban Nepost két saját munkatársa, Ovida és Viator meggyilkolta, és Odoacer ezt kihasználva megszállta, elfoglalta.
Dalmácia tehát 480-tól 489-ig Odoaker fennhatósága alatt állt, majd a Theodorik osztrogótjai által végrehajtott itáliai hódítás következtében, amely 493-ban ért véget, osztrogót uralom alá került. Úgy tűnik azonban, hogy mind Odoacer, mind Theodoric kizárta Dalmáciát Olaszország praetoriánus prefektúrájából. 535-ben, a gótikus háború kezdetén a Keleti Birodalom és az osztrogótok között, egy kelet-római hadsereg hódította meg, először Mundo, majd Constantianus vezetésével.
A „Római” Birodalomhoz visszacsatolt Dalmatia tartományt egy prokonzul polgári kormányzatára bízták, és úgy tűnik, hogy legalábbis kezdetben nem illyricumi praetoriánus prefektúrához, sem Itáliához nem tartozott, hanem közvetlenül függött. Konstantinápolytól („a nádori vezető testületek által”). A 6. század vége felé azonban úgy tűnik, hogy Illyricum praetorianus prefektúrájához tartozik. A 7. század eleji szláv inváziók hatására a bizánci tartomány eltűnt, és a néhány megmaradt, császári kézben lévő tengerparti várost Dalmatia témájára szervezték át.

## Védelem és hadsereg
Az Adriai-tenger és a Dráva folyó közötti összes terület végleges átadásával a dalmát lakosság megkezdte a római hadseregen belüli segédcsapatok ellátását, például a következő gyalogsági csoportokat:
- cohors I Delmatarum equitata (cohort equitata) minden bizonnyal létezett Vespasianus idején, és Nagy-Britanniában volt Hadrianus és Antoninus Pius idején.
- cohors II Delmatarum (equitata?) 105- ben volt Nagy-Britanniában Traianus alatt, valamint 127- ben Hadrianus alatt.
- cohors III A Delmatarum equitata már milliáriában átalakul vagy megszületik. Felső-Németországban minden bizonnyal Domitianus alatt Hadrianusig találták meg. Később átkerül Daciába, ahol Severus Alexander és Gallienus alatt találjuk meg .
- cohors IIII Delmatarum milliaria equitata a Flavius-dinasztia alatt Germania Superiorban, majd Nagy-Britanniában Traianus és Hadrianus alatt volt.
- cohors V Delmatarum milliaria equitata civium Romanorum Mauretania Tingitanában találjuk Domitianus alatt, majd Felső-Germániában Traianus alatt legalábbis Hadrianus uralkodásának kezdetéig. Vissza Mauretania Tingitanába, legalább i.sz. 122 és 161 között. C. körül, és még mindig a Commodus alatt találjuk Felső-Németországban .
- cohors VI Delmatarum milliaria equitata Mauretania Caesariensisben találjuk egy meg nem határozott időszakban.
- cohors VII Delmatarum milliaria equitata Mauretania Caesariensisben ( Cherchellben, VI Delmatarum nevű testvérhajójával együtt) egy meg nem határozott időszakban.

Szintén úgy tűnik, hogy Salonában a két flottának voltak vexillatiói : a Classis Misenensis- és a Classis Ravennatisé.

## Politikai és gazdaságföldrajz

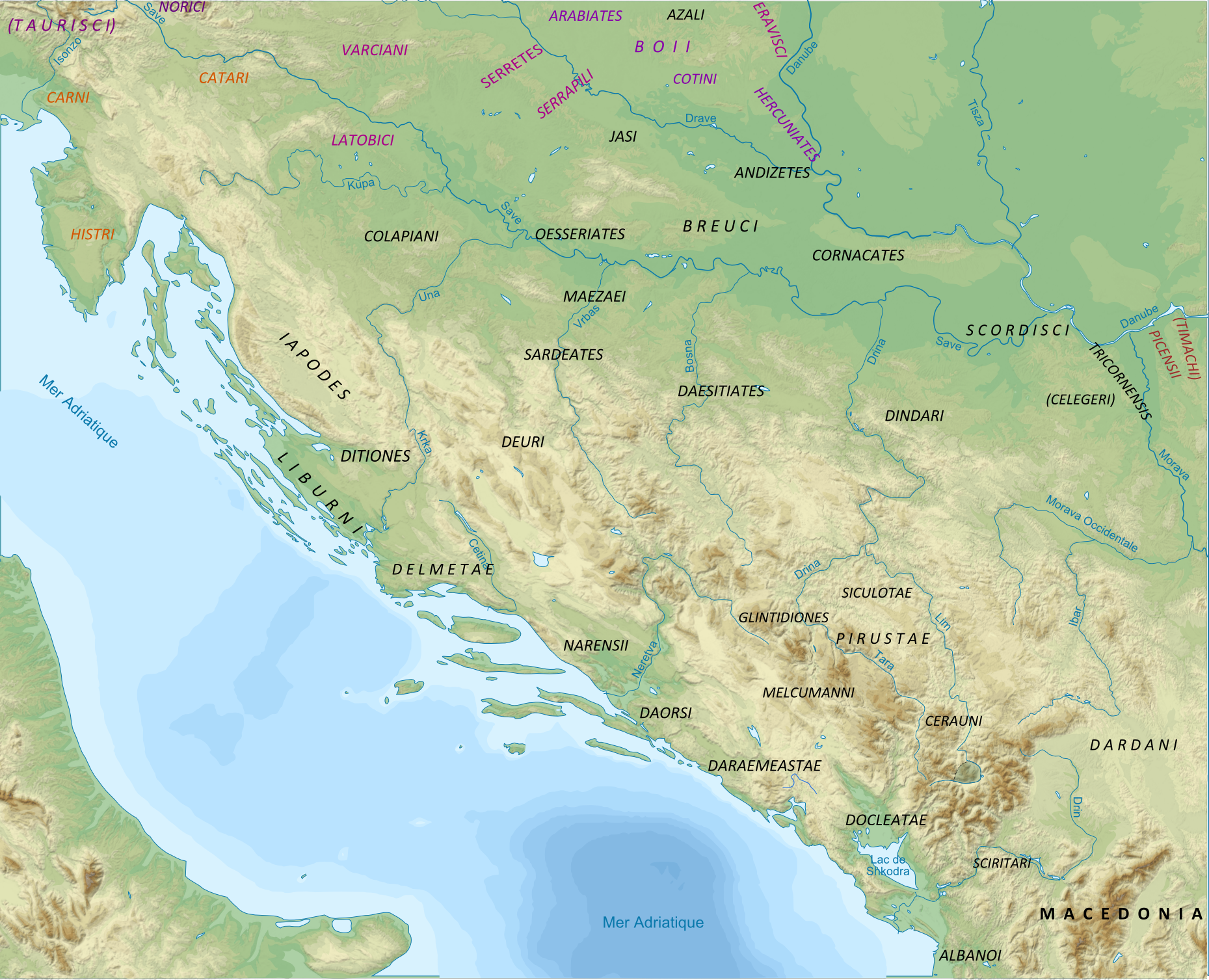
Dalmatia illír népei

Róma katonai helyőrségek sűrű hálózatát hozta létre Dalmatiában a Dinári-Alpokban, kedvezve a tengerparti központokban a római polgárok konciliabulumainak, akik gyorsan összeolvadtak a helyi lakossággal. Ebben a történelmi pillanatban virágzó latin közösségek alakulnak ki, Dalmatiában a népsűrűség a gyakori háborúk ellenére különösen a tengerparton válik szembetűnővé: egyes történészek szerint Augustus császár idejében megközelítette az egymillió lakost.
Nagyon fontosak voltak a tartományi gyűlések, a concilium, amely a dalmát városok és vidéki lakosság legátusaiból állt, és amelynek első lépése egy sacerdos provinciae megválasztása volt, akit Róma istennőjének és az isteni császárnak áldoztattak, ezzel terjesztve a szentséget és a vidéki lakosságot. A római polgári és katonai nagyság mint intézmény az újonnan gyarmatosított területeken.
A római civilizáció és vallás ebből következő meghonosodásával a görög-római Olimposz tizenkét klasszikus istenségének kultusza is meghonosodott. Az új italikus kultusz azonban nem tudta felszámolni a szintén természeti erőkre épülő illír eredetű pogány kultuszokat.

### Populációk
Az új Dalmatia tartomány részét képező lakosság mind az illír nemzetséghez tartozott, és dalmátoknak nevezték őket a korabeli latin írók. Az is igaz, hogy a dalmaták tulajdonképpeni népe Salona környékén élt.
Az alábbiakban felsoroljuk azokat az illír népeket, kelidonok, akik csak a római Dalmatiát lakták: ábrik, arbaniták (arbánok), ardianok, arrianik, arupinik, atitanik (atintanik), autariaták, avendetik, batiatik, brigik, bullionik, kambeik, cseridaunik, csinambrik, deziciatok (daesitiates), dalmátok, daorsoik (talán a daversik), dasszaréták diciónik dasszarsztik vagy dasszarenzik vagy dazarétik), daverszik (talán daorszik), derbanok, deremesztik (deramisztik), deurik, dindarik, dokleatik enkhelék, glintidionik, grabeik, interfrurinik, istrik (az illír tagság bizonytalan), japodik (japidik) parentinik, labeátok, liburnik, lopszik, meromennik, mezeik, meszlkumanik, momentinik, narenszik, ortoplinik, oxyeik, partinik, penesztrik (illír törzs), pertenetik, piruszták (pipusztik), pleraeik, szardeatik, sirtarik sirtonik, szeleitanik, taulantok, ardiaták (talán ardieik).

### Főbb lakott központok
Akruvium (Kotor (Montenegró)); Aenona (Nin); Aequum (Čitluk közelében Sinj); Alvona (Labin); Aspalathos vagy Spalatum (Split), ahová Diocletianus i. sz. 305-ben visszavonult. grandiózus palotát építtetett Asseria (Zárától nem messze); Bigeste (Naronától északnyugatra); Bona (Blagaj); Burnum (Kistanje), a légiós erőd; Burua (a déli part mentén); Carlavium (Károlyváros); Corcyra (Korčula); Delminium, légiós erőd; Doclea (Podgoricától nem messze); Domavia szárazföldön (Bosznia-Hercegovina és Szerbia között); Dulcinium (Ulcinj); Dyrrachium (Durrës); Epidaurus (Régi Ragusa – Cavtat Ragusától délre – Dubrovnik); Iader (Zára); Sadrum (Zára); Issa vagy Cissa (Vis); Lissus (Lezha, Albánia); Macari (Makarska); Metulum; Narona (Vid kisvárosa a mai Metković közelében); Mostrae (Mostar); Oneum (Omiš, Splittől délre); Pharus (Hvar óvárosa – Stari Grad); Pula (Póla); Rhizinium (Risano – Risan); Raetinium (Bihács); Salona – a tartomány kormányzójának Solin székhelye; (Skradin, Šibeniktől északra); Saraeevi (Szarajevó); Scodra (Shkodra); Sebenicum (Šibenik) Senia (Zengg), hadi kikötő Augustus kora óta, Tarsatica (Trsat, ma Fiumi Fiume része); Tenenium (Knin); Tilurium, légiós erőd, Tragurium (Trogir); Vegium (Karlobag); Zagabria (Zágráb).

## Fordítás
- Ez a szócikk részben vagy egészben  a   Dalmazia (provincia romana) című olasz Wikipédia-szócikk ezen változatának fordításán alapul.  Az eredeti cikk szerkesztőit annak laptörténete sorolja fel. Ez a jelzés csupán a megfogalmazás eredetét és a szerzői jogokat jelzi, nem szolgál a cikkben szereplő információk forrásmegjelöléseként.

## Bibliográfia
- Polübiosz: Történelmek .
- Cassius Dio: Római történelem .
- Tacitus: Annales és Historiæ .
- Sztrabón: Földrajz, VIII.

Modern történelmi források
- Dalmazia. Storia, arte, cultura. Trieszt: Lint Editoriale. ISBN 88-8190-244-3
- Il mondo bizantino. I. L'Impero romano d'Oriente (330-641). Milánó: Einaudi, 325–375. o.. ISBN 9788806186104
- Die Verwaltung der römischen Provinz Pannonien von Augustus bis Diocletianus (német nyelven). ISBN 9780456467787
- Late Roman Warlords. Oxford: Oxford University Press. ISBN 9780199252442
- André Piganiol. Le conquiste dei romani – Fondazione e ascesa di una grande civiltà (2002. április 7.). ISBN 88-515-2013-5
- Storia del mondo antico, L'impero romano da Augusto agli Antonini, vol. VIII, Milánó, Cambridge University Press, 1975
- J.J. Wilkes. Dalmatia. London: Routledge & K. Paul (1969. április 7.). ISBN 978-0-7100-6285-7